# 中亚美术
中亚，包括古波斯，现在伊朗的亚洲中部的广大地区。中亚有大片草场，培育了能骑善猎，尚武彪悍的民风。中亚又地处亚欧大陆的中间，作为欧亚交流的枢纽，亦对其艺术产生了很大影响。中亚美术保持有波斯人的民族特性，又在两千多年的历史中受到了其他民族的影响。

## 绘画
中亚绘画风格多借鉴中国与希腊。
波斯人把细密画发展到了巅峰。

## 银器
作为亚欧大陆的枢纽，波斯人拥有繁荣的贸易。波斯的银器做工精美，表面光洁，纯度高。在银器表面的浮雕也制作精良。浮雕画面优美而丰富。浮雕内容大多反应上层贵族的生活，也有些普及银器上雕小动物。

## 瓷器
波斯瓷器质地细腻，青白纯正，造型优美，品类繁多。表面绘有各式花纹作为主要装饰，亦有大量人物动物，甚至情节。